# ستيوارت ميتشيل (كاتب)
ستيوارت ميتشيل (بالإنجليزية: Robert Stewart Mitchell)‏ هو محرر وكاتب وشاعر أمريكي، ولد في 1892، وتوفي في 1957.